# Camporeale
Camporeale – miejscowość i gmina we Włoszech, w regionie Sycylia, w prowincji Palermo.
Według danych na rok 2004 gminę zamieszkiwało 3711 osób, 97,7 os./km².